# カーニュ＝シュル＝メール
カーニュ＝シュル＝メール （フランス語:Cagnes-sur-Mer, オック語:Canha de Mar）は、フランス、プロヴァンス＝アルプ＝コート・ダジュール地域圏アルプ＝マリティーム県の都市。

## 由来
カーニュ（Cagne）とは、確たる証拠はないが、ラテン語の人名カンニウス（Cannius）から派生したと一般的に説明されている。さらに重要なのは、都市の名が市域を流れるカーニュ川に由来することである。このカーニュという名は、アルプ＝マリティーム県にある小さな河川を指し示すことで非常にありふれたものとなっている。

## 地理

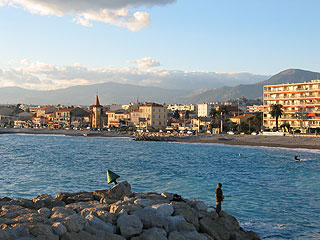
クロ・ド・カーニュ地区

カーニュ＝シュル＝メールは、フランス南東部の都市で、地中海に面しており、サン＝ローラン＝デュ＝ヴァールとヴィルヌーヴ＝ルベに挟まれている。砂浜まで4kmの距離である入り江沿いに市街が広がり、丘に囲まれている。頂上に城がそびえる丘の一つは、標高90mある。市域を流れる川は、カーニュ川とマルヴァン川である。
アルプ＝マリティーム県第5位の人口をもつ都市であり、市は中世からの旧市街（丘の上のグリマルディ城を含む）と、その麓に広がる海に接した漁業地域ル・クロ・ド・カーニュ地区（Le Cros de Cagnes、カーニュの十字架という意味）とに分けられる。

## 歴史
カーニュ＝シュル＝メールの名が歴史に登場するのは11世紀である。カーニュ＝シュル＝メールは、プロヴァンス伯領とサヴォイア伯領との境となっていたヴァル川に近接していた。1309年、モナコ領主レーニエ・グリマルディがカーニュ＝シュル＝メール領主となった。カーニュ＝シュル＝メールにはグリマルディ家のアンティーブ系が所有する城があった。1388年には、カーニュ＝シュル＝メールは国境貿易の中継地点となっていた。
16世紀に起きた数多くの国境紛争に耐え抜いた後、ルイ13世時代には平和な時代を送った。17世紀、コルボン侯・カーニュ男爵であったジャン＝アンリ・グリマルディは、ルイ13世とリシュリューの保護のもと、中世以来の城を住み心地の良い邸宅に改装し、これ見よがしに派手な生活をおくった。しかし、ルイ14世からルイ15世の時代には新たな侵略戦争を経験した。
フランス革命により、グリマルディ家はカーニュ＝シュル＝メールを追放された。城は、1875年に新たな購入者が現れ修繕されるまで荒れるがままに放置された。最後のカーニュ及びアンティーブ侯は、20世紀に入ってベルギーで死去し、侯家は断絶した。

## ゆかりの著名人

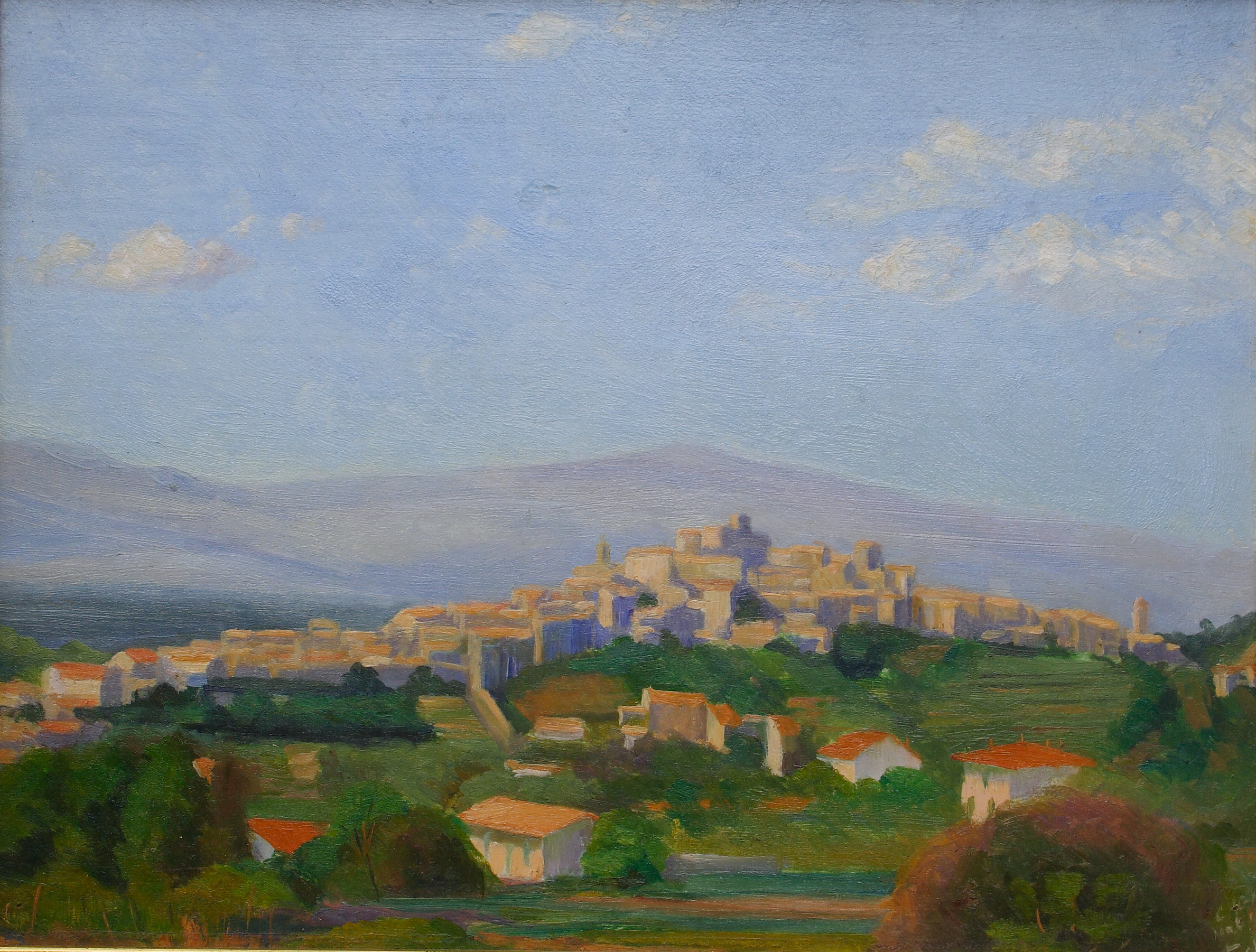
ルバックの描いたカーニュ＝シュル＝メール、1910年

- ピエール＝オーギュスト・ルノワール - 1919年12月3日、カーニュ＝シュル＝メールで死去した[1]。
- ジョルジュ＝エミール・ルバック（fr） - 印象派の画家。1907年から1914年までカーニュ＝シュル＝メールに滞在した。
- イングマール・ベルイマン - 1949年に数回カーニュ＝シュル＝メールを訪れ、『牢獄』（1949年）の脚本を書いた。
- アリゼ・クローゼー - フィギュアスケート選手。同市出身
- ダン・スペルベル - 人類学者、言語学者。同市出身

## 姉妹都市
- パッサウ、ドイツ